# Melotte 111
Ne doit pas être confondu avec l'amas de galaxies de la Chevelure de Bérénice, ni avec le superamas de la Chevelure de Bérénice.
Melotte 111, également appelé l'amas d'étoiles de la Chevelure de Bérénice ou l'amas stellaire de la Chevelure, est un petit mais proche amas ouvert de notre galaxie, contenant 45 étoiles brillantes (magnitude 5 à 10) qui partagent un mouvement propre commun. Il est situé dans la constellation de la Chevelure de Bérénice.
L'amas ne doit pas être confondu avec l'amas de galaxies de la Chevelure de Bérénice.

## Observation
L'amas est visible à l’œil nu sous un bon ciel et la plupart de ses étoiles peuvent être vues simultanément dans le champ de vue d'une paire de jumelles à grand champ. Il est étalé autour de l'étoile γ Comae Berenices. Ses étoiles les plus brillantes forment un V caractéristique tel qu'il apparaît lorsque la Chevelure de Bérénice se lève.

## Histoire
L'amas d'étoiles de la Chevelure de Bérénice était déjà connu dans l'Antiquité ; ainsi, il est répertorié par Ptolémée dans son Almageste. Cependant, en raison probablement de son grand étalement, l'amas n'apparaît pas dans les catalogues historiques comme le catalogue de Messier ou le NGC et sa première entrée est dans le catalogue d'amas d'étoiles de Philibert Jacques Melotte, sous la désignation Melotte 111. Sa véritable nature d'amas ne fut prouvée qu'en 1938 par R.J. Trumpler.
Autrefois, on le représentait comme la queue du Lion, mais la région fut renommée en hommage au sacrifice de la chevelure de la reine Bérénice II d'Égypte selon la légende qui y est associée.

## Propriétés
Le satellite Hipparcos et un diagramme couleur-magnitude ajusté pour l'infrarouge ont été utilisés pour établir la distance qui nous sépare du centre de l'amas, qui est d'environ 86 pc (∼280 al),. Les distances établies par d'autres analyses indépendantes sont en accord, faisant de l'amas un échelon important de l'échelle de mesure des distances en astronomie. L'amas ouvert est approximativement deux fois plus lointain que l'amas des Hyades et occupe une aire de plus de 7,5 degrés dans le ciel,. Il est âgé d'approximativement de 450 millions d'années.

## Principaux membres

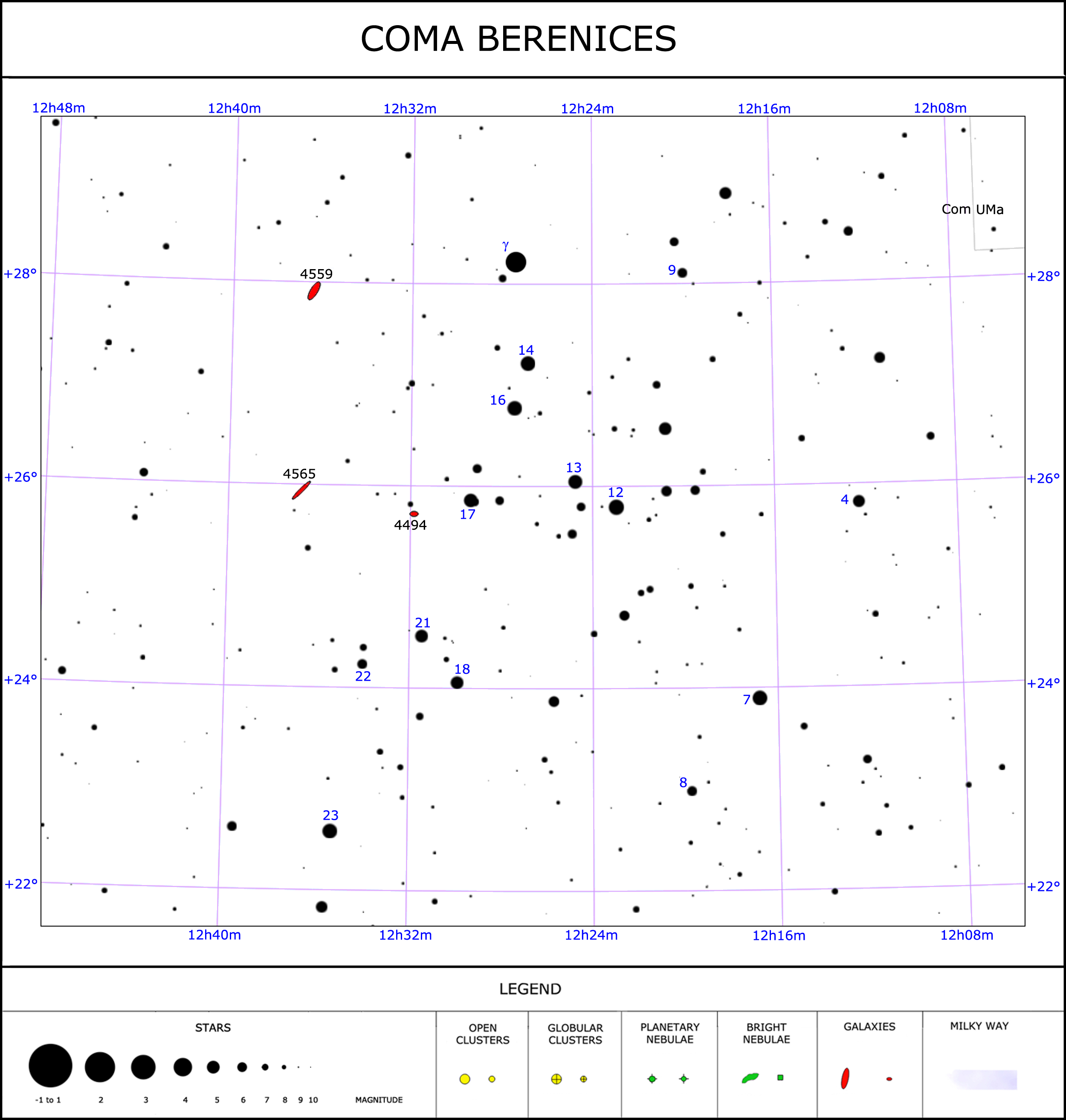
Carte de l'amas.

Les membres les plus brillantes de l'amas sont les étoiles de 5e magnitude 12, 13, 14, 16 et 21 Com. Les étoiles 7 Com, γ Com, 18 Com et α Com n'en font pas partie.
| Désignation | Magnitude apparente | Distance               | Type spectral | Notes                   |
| ----------- | ------------------- | ---------------------- | ------------- | ----------------------- |
| 12 Com      | 4,80                | ∼ 276 a.l. (∼ 84,6 pc) | F6III+A3V     | Binaire spectroscopique |
| 31 Com      | 4,94                | ∼ 284 a.l. (∼ 87,1 pc) | G0IIIp        | Variable de type FK Com |
| 14 Com      | 4,95                | ∼ 266 a.l. (∼ 81,6 pc) | F1IV:npS_sh   |                         |
| 16 Com      | 4,96                | ∼ 279 a.l. (∼ 85,5 pc) | A4V           |                         |
| 13 Com      | 5,18                | ∼ 283 a.l. (∼ 86,8 pc) | A3V           | Variable de type α2 CVn |
| 21 Com      | 5,44                | ∼ 272 a.l. (∼ 83,4 pc) | A2pv          | Variable de type α2 CVn |
| HD 116706   | 5,75                | ∼ 296 a.l. (∼ 90,8 pc) | A3IV          |                         |
| HD 105805   | 5,99                | ∼ 283 a.l. (∼ 86,8 pc) | A4Vn          | Étoile variable         |
| 8 Com       | 6,22                | ∼ 278 a.l. (∼ 85,2 pc) | A8m           |                         |
| 22 Com      | 6,24                | ∼ 283 a.l. (∼ 86,8 pc) | A4Vm          |                         |
| FM Com      | 6,43                | ∼ 282 a.l. (∼ 86,5 pc) | A6:IV-Vmv     | Variable de type δ Sct  |

## Images

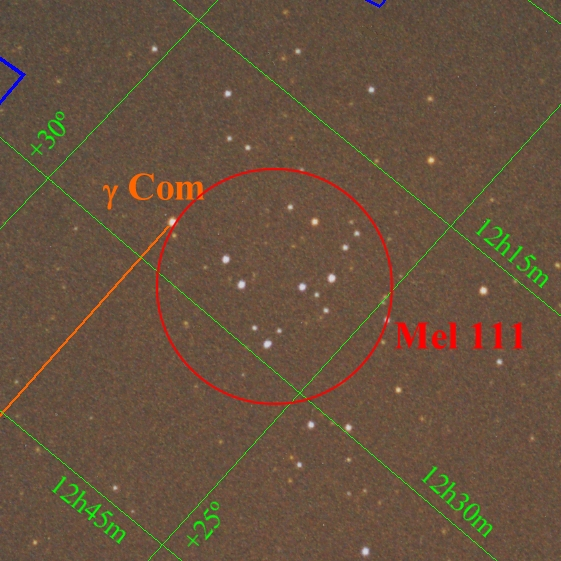
Image légendée de l'amas.
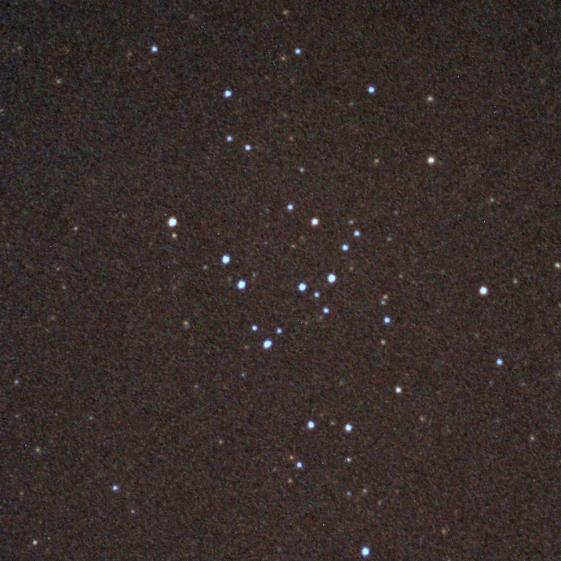
Image de l'amas prise dans le Derbyshire, en Angleterre.